# معاملة المثليين في باهيا
يتمتع الاشخاص المثليون والمثليات ومزدوجو التوجه الجنسي والمتحولون جنسياً (اختصاراً: مجتمع الميم) في الولاية البرازيلية باهيا بالحقوق القانونية ذاتها التي يتمتع بها غيرهم من المغايرين جنسيا.

## الاعتراف القانوني بالعلاقات المثلية
تم الاعتراف بزواج المثليين من قبل كتاب العدل في ولاية باهيا منذ 26 نوفمبر 2012.

### إحصاءات الاتحادات المثلية
في سبتمبر 2010، ووفقًا لمنظمة مجموعة المثليين في باهيا، ينص مسجل الاتحاد الثابت للمثليين، الذي تم إنشاؤه منذ سنوات، على أنه لا يعترف بتسجيل الزيجات في السجل، لا يزال المعهد الوطني للضمان الاجتماعي يعترف هذه الوثيقة كوسيلة، في بعض الأحيان، لتقاسم الميراث، وتلقي معاش، وما إلى ذلك هناك بالفعل 30 حالة قانونية في ولاية باهيا بين الشركاء المثليين والمثليات. وهذا يشمل حالة توفي فيها أحد الشريكين وتلقى الشريك الباقي على قيد الحياة المعاش.

## تبني المثليين للأطفال
في 9 مارس 2010، أذن قاض في مدينة سالفادور، باهيا، بتبني طفل من قبل زوجتين مثليتين.

## جرائم الكراهية وقانون التمييز
كانت باهيا أول ولاية برازيلية تسن مرسومًا ضد التمييز ضد المثليين في عام 1997.

## حياة المثليين

### النشاط والدعوة
تأسست مجموعة المثليين في باهيا، أقدم منظمة لحقوق المثليين في البرازيل، في سالفادور، باهيا في عام 1980.

### أحداث المثليين
تستضيف سلفادور مسيرة فخر المثليين سنوية في سبتمبر من كل عام، حيث حضرها 800,000 شخص في عام 2010.

### رهاب المثلية
في عام 2004 ، أصدرت مجموعة المثليين في باهيا قائمة بأسماء 159 شخصًا من مجتمع المثليين تم قتلهم في ذلك العام. وهناك أيضًا قائمة بأسماء الأشخاص الذين يُزعم أنهم عانوا من انتهاكات حقوق الإنسان في العام نفسه. بعض الوفيات ناجمة مباشرة من رهاب المثلية.

### الرعاية الصحية
يقدم برنامج الوقاية من الأمراض التي تنتقل عن طريق الاتصال الجنسي/متلازمة نقص المناعة المكتسب (الإيدز) مع المشتغلين بالجنس من المتحولين جنسيا في باهيا نتائج ممتازة: بعد البحث عن المجتمع المحلي، تم إنتاج كتيب ومجلد وملصق، وكل ذلك بلغة وصور واقعية خاصة بهذه الثقافة الفرعية. كل أسبوع يتم إجراء ورش عمل للجنس الأكثر أمانًا والاتصال المباشر مع المتحولين جنسياً في مختلف مجالات الدعارة. في ستة أشهر، سجل البرنامج 900 تدخل، ووزع 14,400 واقي ذكري. يجب أن تستخدم برامج الأمراض التي تنتقل عن طريق الاتصال الجنسي/متلازمة نقص المناعة المكتسب (الإيدز) مع المشتغلين بالجنس من المتحولين جنسياً عناصر قوية من الثقافة الفرعية المحلية وتعتمد على ثقة الفاعل الاجتماعي من أجل النجاح.

### السياسة
كانت إحدى المرشحات لمجلس مدينة سالفادور، ثالث أكبر مدينة في البرازيل، ليو كريت (عن الحزب الجمهوري البرازيلي - عن باهيا)، وهي راقصة ترافيستي في والتي كانت المرشحة الأكثر حصولا على الأصوات. عندما تولت منصبها، تحدت قواعد اللباس واصرت على أن خزانة ملابسها ستكون أنثوية تمامًا وأصرت على استخدام مرحاض النساء. حصلت ليو كريت على 12,861 صوتًا في المدينة في الانتخابات البلدية لعام 2008. في يوم الانتخابات، قالت إنها ستدافع عن حقوق المثليين. لديها تطلعات لأن تصبح رئيسة للبرازيل يومًا ما.